# Faro Punta Duprat
El Faro Punta Duprat es un faro perteneciente a la red de faros de Chile. Lleva su nombre en recuerdo de Juan Duprat, quien instaló en 1845 un astillero en la puntilla en que se encuentra el acceso al molo que conduce al faro. Se ubica en el Molo de Abrigo de Valparaíso.

## Características
Fue librado al servicio en 1921. Su estructura consta de una torre octogonal de concreto, de color blanco con franja horizontal roja y fanal superior con luz color blanca. Posee una altura de 15,5 metros.En 1983 fue reemplazada su fuente de luz, aumentando su alcance de 16 a 20 millas náuticas.